# Riedhof (Bernbeuren)
Riedhof ist ein Gemeindeteil der Gemeinde Bernbeuren im Landkreis Weilheim-Schongau (Oberbayern, Bayern). 
Der Weiler liegt circa einen Kilometer nördlich von Bernbeuren und ist über die Kreisstraße WM 2 zu erreichen.

## Baudenkmäler

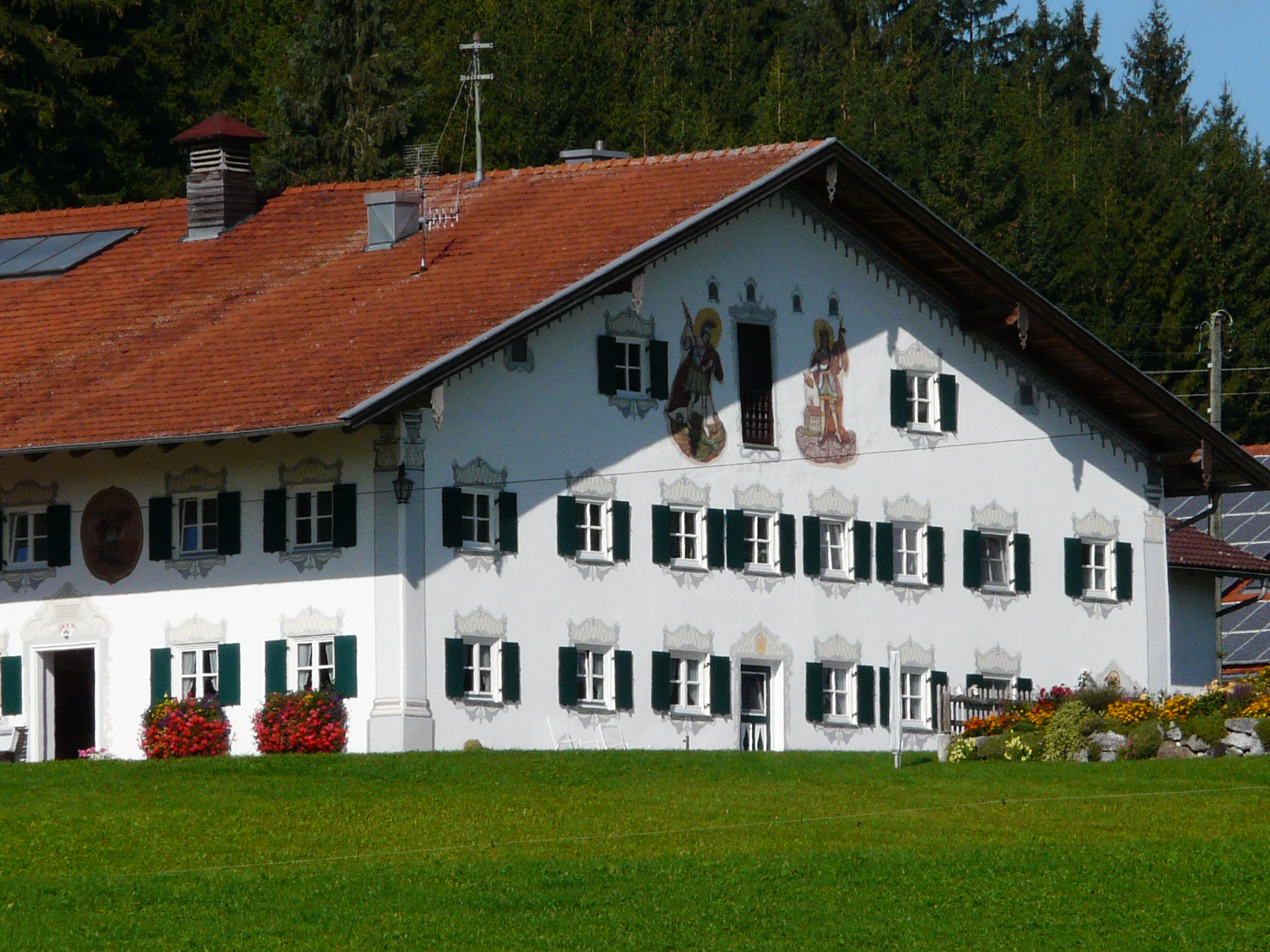
Ehemaliger Meierhof des Klosters Steingaden

Siehe auch: Liste der Baudenkmäler in Bernbeuren#Andere Ortsteile
- Ehemaliger Meierhof des Klosters Steingaden